# Micoletzkya buetschlii
Micoletzkya buetschlii är en rundmaskart. Micoletzkya buetschlii ingår i släktet Micoletzkya och familjen Diplogasteridae. Inga underarter finns listade i Catalogue of Life.